# Gustaf Wilhelm Schröder
Gustaf Wilhelm Schröder, även kallad G.W. Schröder eller Gustavus W. Schroeder, född 1821, död 1914.
G.W. Schröder var en svensk sjöman, senare sjökapten, emigrationsagent och författare.

## Kyrkligt engagemang
Schröder döptes i East River i New York 1844, och blev medlem i Seamen's Bethel (senare kallad First Baptist Mariners' Church och Mariners' Temple). 
1845, under en vistelse i Göteborg, träffade Schröder F.O. Nilsson som då var American Seamen's Friend Society's missionär i Göteborg. 1847 blev F.O. Nilsson döpt i Hamburg.